# James Lucas
James Leonard Lucas (legalmente cambiado a James Greary), es un oficial de policía retirado ficticio en Marvel Comics.

## Historial de publicación
El personaje, creado por Marcus McLaurin y Dwayne Turner, apareció por primera vez en Cage # 3 (junio de 1992).

## Biografía ficticia
James Lucas se unió a la fuerza policial a una edad temprana y ascendió en las filas, llegando a ser un detective. Durante los años 70, Lucas se unió a la periodista Constance Molina, Blue Marvel, Kaluu, Blade y la misteriosa mujer conocida como La Osa y formaron Los Poderosos Vengadores. Se disolvieron después de su primera y única misión.
James se estableció con su esposa Esther y ambos tuvieron dos hijos, James Jr. y Carl, el último de los cuales se convertiría en Luke Cage. James tuvo una relación difícil con Carl, quien siempre fue arrestado debido a la pandilla en la que estaba. Cuando murió su esposa, la relación de James y Carl se tensó aún más. Años más tarde, James Jr. se unió a la Corporación, que no se conformó con James Sr. debido a su historia racista. Carl, que para entonces se había convertido en Luke Cage, rescata a James Sr. de la Corporación, pero no puede salvar a James Jr. que se había transformado en Coldfire. Se reconcilian, pero son separados por la memoria de Esther.
Luke le pide a su esposa Jessica Jones que busque a James que se volvió a casar y cambió su nombre a James Greary. Aunque inicialmente se niega a hablar con Luke, finalmente ve a su hijo y le pregunta cómo es la vida con los Vengadores.

## En otros medios

### Televisión
- El padre de Luke Cage, rebautizado como Walter Cage, aparece en la segunda temporada de Ultimate Spider-Man con la voz de Phil LaMarr. Él y su esposa Amanda están representados como científicos de S.H.I.E.L.D. que crearon una versión del Súper Soldado que le dio a su hijo sus poderes.
- James Lucas aparece en la serie de televisión Luke Cage, interpretado por un actor desconocido en la primera temporada y por Reg E. Cathey en la segunda temporada como uno de sus papeles finales antes de su muerte en febrero de 2018.[7] Esta versión es un pastor en Savannah, Georgia, que se volvió infiel a su esposa y comenzó un romance con su secretaria Dana Stryker, con quien tuvo un hijo llamado Willis "Diamondback" Stryker. Luke nació poco después, y James y su esposa lo amaron profundamente. Luke le menciona a Claire que mientras su padre aún está vivo, cortó todo contacto con Luke después de que lo enviaron a Seagate.[8] Aparece en la segunda temporada, donde él y Luke se encuentran después de todos sus años de separación. Luke no quiere tener nada que ver con él, a pesar de que James afirma que quiere volver a conectarse.[9] Se revela que después de que Etta contrajo cáncer, James culpó a su hijo con rabia. Desde entonces, lo ha lamentado y ha intentado enmendarlo. En "On and On", los dos finalmente hablan de la cuña que se mueve entre ellos.[10] James y Luke finalmente hacen las paces entre sí en "Por el bien de Pete" y James presumiblemente regresa a Georgia.[11] Su voz se escucha resonar a través de los oídos de Luke mientras se sienta como el nuevo propietario del Paraíso de Harlem.[12]